# 미나미구 (오카야마시)
미나미구(일본어: 南区 미나미쿠[*])는 2009년 4월 1일에 설치된 일본 오카야마현 오카야마시의 4개 행정구 중 하나이다. 4개 행정구 중에서 인구 증가율이 가장 높고 시의 남서부를 관할하고 있다.

## 지리
미나미구 지역은 면적의 절반 이상이 에도 시대부터 1950년대에 걸쳐 조성된 간척지이며 주고쿠 지방 유수의 곡창지대를 이루고 있다. 또 동쪽에는 주고쿠 산지에서 발원하는 아사히가와강이, 서부에는 사사가세강, 구라시키강이 흐르고 남부에는 1962년에 완성한 세계 최대급 인공 호수인 고지마 호수가 있으며 고지마만을 사이에 둔 고지마 반도에는 긴코산, 가이가라산 등이 늘어서 있어 세토 내해 국립공원의 일부로서 풍광이 맑고 아름다운 경관을 만들고 있다. 농업이 번성하여 쌀·무기·스위트피·가지·연근·양상추 등을 재배하고 있다.
한편으로 구내에는 국도 30호선이 지나고 경공업 공장이 입지한 고난 공업 지대가 발달해 있다. 국도 연선을 중심으로 주택가가 형성되어 시내 4개 행정구 중에서 인구 증가율과 젊은 인구 비율이 가장 높으며 젊은층을 겨냥한 상점의 출점도 활발하게 행해지고 있다.

## 역사
미나미구 지역은 고대에 "기비의 혈해"로 불리던 얕은 바다가 펼쳐져 있었고 현재의 고지마 반도는 "고지마"라는 섬이었다. 나다사키 지구에는 서일본 굴지의 조몬 시대 패총(히코자키 패총)이 있다. 에도 시대에 들어서 오카야마번 이케다씨에 의한 고지마만 간척으로 고조 신전 등이 개발되었다. 메이지 시대에 들어서 후지타 재벌의 후지타 덴자부로가 간척 사업을 계승해 이후 1950년대까지 간척이 행해졌다. 구내에는 통문·제방 등 간척 유적이 많이 남아 있다.
간척지는 지하수에 의한 염해로 쌀의 흉작이 계속되었지만 배수 장치의 정비와 토지 개량을 통해 염해를 극복했고 1960년대 이후에는 농업 기계화가 진행되어 주고쿠 지방 굴지의 곡창지대로서 대규모 농지를 배경으로 높은 생산성을 보유하게 되었다. 1980년대 이후에는 세노오 지구, 우라야스 지구를 중심으로 신흥 주택지가 급속히 확대되어 인구가 증가했다.

## 교통

### 철도
- 서일본 여객철도
  - 우노선(세토오하시선)
  - 혼시비산선(세토오하시선)

### 도로
- 국도 2호선
- 국도 30호선

### 공항
- 고난 비행장(일본어판)